# Beilsteinmühle
Beilsteinmühle ist ein Wohnplatz auf der Teilortgemarkung Untersontheim der Gemeinde Obersontheim im Landkreis Schwäbisch Hall im nordöstlichen Baden-Württemberg.

## Geographie
Der Wohnplatz liegt etwa einen halben Kilometer nordöstlich der Dorfmitte von Untersontheim am linken Ufer der Bühler, die sich hier nach dem flachen Talabschnitt ihrer Ostschlinge bei Untersontheim eben steil in den Oberen Muschelkalk eingeschnitten hat. Es gibt fünf Hausnummern, darunter fällt die alte Mahlmühle am Wehr, von der an ein etwa zweihundert Meter langer Ablaufkanal dicht am linken Steilhang flussabwärts führt, ein wenig oberhalb der Mühle direkt an den linken Felshang gebautes Wohnhaus und ein weiteres, neueres Wohngebäude noch weiter im Osten, dazu auch landwirtschaftliche Nebengebäude. Der Fluss hat wenig vor dem Mühlwehr eine Höhe von 359,7 m ü. NHN, der Vorplatz des Mühlgebäudes liegt weniger als zwei Meter höher.

## Geschichte
1425 verkaufte Ulrich von Schrozberg die Mahlmühle Beilstein an Volkart von Vellberg. 1595 kam sie an Hall. 1847 gab es sieben Einwohner am Ort. Am 1. Juli 1971 wurde die Beilsteinmühle mit der gesamten Altgemeinde Untersontheims nach Obersontheim eingemeindet. Die Mahlmühle war zumindest um 1980 noch in Betrieb.

## Verkehr
Den Ort erschließt nur eine Stichstraße von der K 2619 Untersontheim–Merkelbach her.